# Soumia Benkhaldoun
Soumia Benkhaldoun (en arabe : سمية بن خلدون), née le 13 mars 1963 à Marrakech et morte le 28 juin 2023, est une ingénieure d'État et une femme politique marocaine.

## Biographie
Lauréate de l'École Mohammadia d'ingénieurs, elle exerce en tant qu'ingénieure d’État en 1986, puis comme professeure à l'École supérieure de technologie de Fès de 1987 à 1994, puis à l'université Ibn Tofail entre 1994 et 2006. Elle est experte dans le domaine de la femme et du développement au sein de ISESCO. Le 10 octobre 2013, elle devient ministre déléguée auprès du ministre de l'Enseignement supérieur, de la Recherche scientifique et de la Formation des cadres dans le gouvernement Benkiran II. 
Le 12 mai 2015, le roi Mohammed VI accepte la démission présentée par le chef du gouvernement de Soumia Benkhaldoun.
Elle meurt d'un cancer le 28 juin 2023.